# Муйнак (аэропорт)
Муйнак — аэропорт одноимённого города на северо-западе Узбекистана, в республике Каракалпакстан. Самый северный аэропорт страны. Открыт в 1947 году.

## История
Во времена Узбекской ССР аэродром «Муйнак» имел 3-й класс, был способен принимать самолёты Ан-24, Як-40 и все более лёгкие, а также вертолёты всех типов. Размеры ВПП составляли 1500х40 м.
С 1960-х до начала 1990-х на аэродроме базировалось звено самолётов Ан-2, в день производилось до 19 пассажирских авиарейсов по местным воздушным линиям (в частности, в пункты Кунград, Нукус, Ургенч, Тахтакупыр, Казахдарья, Аспантай, Тулей).
С 1990-х годов использовался как посадочная площадка при проведении авиационных работ (в частности, для агрохимических мероприятий по борьбе с очагами саранчи в южном Приаралье).
В период современного Узбекистана было решено серьёзно реконструировать аэропорт. В 2019 году было издано постановление правительства, давшее старт реконструкции аэропорта. Её стоимость была оценена в 300 миллиардов сумов.
Взлётно-посадочную полосу увеличили до 2300х60 метров, что позволило принимать современные пассажирские самолёты. Также был построен новый аэровокзал.
26 августа 2020 года был выполнен пробный пассажирский рейс Ташкент—Муйнак на самолёте A320.
23 февраля 2022 года аэропорт Муйнака впервые принял «борт № 1» президента Узбекистана.
27 марта 2022 года авиакомпания Uzbekistan Airways выполнила пробный рейс Ташкент — Нукус — Муйнак.
Компания Uzbekistan Airways сообщила о запуске c 12 сентября 2022 года регулярного рейса по направлению Нукус — Муйнак —Ташкент. Полёты выполняются по понедельникам. 